# Trest smrti v Rovníkové Guineji
Trest smrti v Rovníkové Guineji byl zrušen v roce 2022. Poslední poprava se v zemi konala v roce 2014. Aby se mohla Rovníková Guinea stát plnohodnotným členem Společenství portugalsky mluvících zemí, muselo být v zemi zavedeno na trest smrti moratorium. Dne 19. září 2022 podepsal prezident Teodoro Obiang Nguema Mbasogo nový trestní zákoník, který trest smrti zrušil.